# Tradescantia humilis
Tradescantia humilis es una especie de planta del género Tradescantia, presente en los estados de Texas y Oklahoma, en Estados Unidos. El nombre de su género es en honor a John Tradescant (1608-1662), jardinero del rey Carlos I de Inglaterra. Fue descrita por el botánico estadounidense Joseph Nelson Rose en el año 1899.

## Descripción
Se trata de una planta herbácea que tiende a erguirse y que rara vez enraiza por nudos. Las raíces son parcialmente tuberosas. Los tallos ramifican con un patrón difuso, especialmente en la base de la planta.  Las hojas son algo curvas, de forma lanceolada y con un color de verde oscuro a verde pálido con bordes usualmente púrpuras y a veces ligeramente pilosos.
Su temporada de floración es primavera, de marzo a junio. Las flores tienen pétalos ovales, con un color de azul fuerte a rosado y de entre 11 y 19 mm. 
Crecen en suelos arenosos y rocosos, así como en suelos ricos y negros de la costa y en sustratos perturbados como podrían ser los bordes de caminos y vías férreas.